# Detour (película de 1945)
Detour es una película estadounidense de cine negro dirigida por Edgar G. Ulmer en 1945. Interpretada en sus principales papeles por Tom Neal y Ann Savage, está ampliamente considerada por muchos críticos como la mejor película de serie B en toda la historia del cine.
Fue elegida en 1992 por el National Film Registry del Congreso de los Estados Unidos como una de las 100 producciones cinematográficas elegidas anualmente que merecen especial protección.

## Argumento

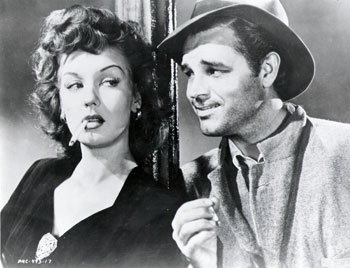
Ann Savage y Tom Neal.

El film está narrado en primera persona y en forma de recuerdo del protagonista (flashback). Detour es la apoteosis de la mala suerte, la quintaesencia de la fatalidad en el cine negro. Es la historia de un pobre desgraciado que se convierte en asesino a su pesar.
Al Roberts (Tom Neal), un pianista neoyorquino sin dinero intenta llegar haciendo autoestop hasta Los Ángeles para poder reunirse con su novia (Claudia Drake), la cantante del club nocturno barato donde trabajaban, y que se ha ido en busca de una oportunidad a Hollywood. En Arizona es recogido por Jack Haskell Jr. (Edmund MacDonald), quien conduce un lujoso descapotable y toma pastillas para el corazón. Tras una cena en la que Haskell cuenta que hace veinte años que no ha visto a su padre, porque se fugó de casa, se van turnando en la conducción. Mientras Haskell duerme un poco en el asiento del copiloto, rompe a llover. Roberts detiene el automóvil para echar la capota y cuando intenta despertar a Haskell (quien quizá haya fallecido ya mientras dormía) este cae del coche golpeándose la cabeza con una piedra y muere. Por miedo a las posibles consecuencias funestas, y pensando en que nadie lo creerá, decide esconder el cadáver allí mismo, en un barranco, con sus propios efectos personales, apropiándose de todas las pertenencias de Haskell, incluyendo la ropa y su documentación, para suplantarlo. 
Al día siguiente recoge en una gasolinera a Vera (Ann Savage), una autoestopista que reconoce el coche, pues ya había sido recogida por Haskell. Vera le chantajeará y, cuando por la prensa se entere del fallecimiento del millonario padre de Haskell, le propondrá a Roberts hacerse pasar por Haskell Jr. para heredar la fortuna del padre. 
La escena final está rodada para salvar la censura impuesta por el Código Hays: ante el protagonista se detiene un coche patrulla, sugiriendo su inminente arresto.

## Producción
En una entrevista concedida a Peter Bogdanovich en 1970, el director de la película declaró:

Martin Goldsmith, el cuñado de Tony Quinn, escribió un libro muy malo que se llamaba Detour. Yo se lo propuse a Martin Mooney y reescribí el guion. Siempre me encantó la idea y el personaje protagonista, un chico que toca el piano en el Greenwich Village y que lo único que quiere es ser un gran pianista. Tiene tan mala suerte que la chica que va a la costa es la única persona con la que puede existir a nivel de sexo, una cosa al estilo de El ángel azul. Y luego, esa idea de tomar la larga carretera del destino, en la que el chico es un fracasado absoluto, me fascinaba.

La Warner y John Garfield trataron de comprar este tema a Leon Fromkess, dueño de la PRC, pero este se negó a vender y puso la dirección en manos de Ulmer.
Según contó el propio director en una entrevista en 1972, la película se rodó en junio de 1945 en seis días y se montó en tres y medio, contando con un irrisorio presupuesto (20.000 $). Parte de su mitificación era por creer que fue realizada más bien precariamente, pero en realidad, fue bastante cuidada para los estándares de este tipo de producciones. En un documental de 2004, Arianne, la hija de Ulmer, reveló que los días de rodaje en verdad ascendieron a catorce, presentando una página del guion original de rodaje que decía: "14 de junio de 1945-29 de junio. Días de cámara 14". Ann Savage dijo que fue contratada para cuatro semanas, y que hubo cuatro días adicionales para rodar exteriores en el desierto de Lancaster, California.
Aunque también por mucho tiempo se creyó en el presupuesto de 20.000 dólares, Noah Isenberg, investigando para su libro sobre la película, descubrió que el costo final de la producción fue más cercano a los 100.000 dólares.
Como se detalla en Savage Detours: The Life and Work of Ann Savage, la productora decidió apostar por la obra y cuidó mucho su posproducción y promoción. Contó con efectos ambientales y banda sonora orquestada por Leo Erdody, que había trabajado para Ulmer en Strange Illusion (1945), y no los sonidos enlatados y música de archivo típicos de las películas de bajo presupuesto. La edición se extendió de marzo a noviembre de 1945 y fue bien promocionada en su estreno en los cines con la productora cuidando de repartir la gama de impresiones, carteles, folletos, figuras recortadas, en color y un disco promocional para gramola con Bing Crosby cantando el tema I Can't Believe That You're in Love with Me.
El automóvil propiedad del personaje Jack Haskell Jr. y luego conducido por Al Roberts es un Lincoln Continental V-12 convertible de 1941 personalizado con algunos elementos del modelo de 1942: Dado el ajustado presupuesto, Ulmer utilizó su propio automóvil particular.
En el club nocturno donde trabajan al principio de la película, Al Roberts y su novia interpretan con acompañamiento orquestal una famosa canción, I Can't Believe That You're in Love with Me, compuesta en 1926.

## Estreno y recepción
El estreno tuvo lugar el 30 de noviembre de 1945. Las críticas fueron en general positivas y las proyecciones contemporáneas tampoco se limitaron a los cines pequeños y grindhouse, sino que se presentaron en cines "importantes", como el Orpheum del centro de Los Ángeles en mayo de 1946, que contaba con 2.200 butacas y espectáculo en directo con orquestas. Se informó que fue bien en taquilla incluso a pesar de una huelga de transportes.
Los críticos televisivos durante sus pases por las cadenas televisivas en los años 60 y 70 ya la recomendaban como una "película de serie B que merece la pena ver". Luego, en los años 80, los críticos de cine comenzaron a citarla cada vez más como un excelente ejemplo de cine negro y cines de reestreno, universidades y festivales de cine comenzaron a presentar el filme en homenaje a Ulmer y su trabajo. Tanto el director como el actor Tom Neal habían muerto en 1972, pero Ann Savage vivió lo suficiente para ver el resurgir y desde 1985 hizo algunas apariciones en proyecciones públicas del clásico.
A principios de los 1960, el actor Tom Neal fue declarado culpable de homicidio involuntario en la muerte de su esposa y pasó algunos años en prisión.
Hay un remake de 1992 dirigido por Wade Williams y protagonizado por Tom Neal, Jr.